# Shoalhaven River
Der Shoalhaven River ist ein Fluss im Südosten des australischen Bundesstaates New South Wales. 
Er entspringt im südlichen Tafelland von New South Wales und mündet bei Nowra an der Küste von New South Wales in die Tasmansee.

## Geschichte
Der Forschungsreisende George Bass fand die Mündung zum Shoalhaven River 1797 auf eine Reise mit seinem Walfangboot die Küste von New South Wales hinunter. Er benannte den Fluss Shoals Haven wegen der schlammigen und sandigen Untiefen (engl.: shoal), die er in der Mündung fand. Heute heißt diese Flussmündung Crookhaven River.

## Geografie
Der Shoalhaven River entspringt an den Osthängen der Great Dividing Range etwa 350 km südlich von Sydney. Im Oberlauf fließt er nach Norden durch Weideland im Hochland bei Braidwood. Östlich von Goulburn tritt der Fluss in den Morton-Nationalpark ein und wendet seinen Lauf nach Osten, wo er eine enge, unzugängliche Schlucht in die Hochebene eingegraben hat. Bei Nowra in der Local Government Area Shoalhaven City ergießt er sich in die Küstenniederungen. Dort überspannt ihn die historische Nowra Bridge.

## Berry Canal
Das Ästuar des Flusses hat zwei Einfahrten, den südlichen bei Crookhaven Heads, der immer offen ist, und den nördlichen bei Shoalhaven Heads, der nur bei Flut zu passieren ist. Die beiden Einfahrten sind 5 km voneinander entfernt und liegen ca. 150 km südlich von Sydney.
Ein kurzer Kanal zwischen dem Shoalhaven River und dem Crookhaven River wurde im Juni 1882 von einer Sträflingsgruppe, die von Hamilton Hume beaufsichtigt wurde, unter der Leitung von Alexander Berry gebaut, um den Transport von Gütern zur dortigen europäischen Siedlung Coolangatta Estate zu erleichtern. Durch den Bau des Kanals entstand Comorong Island. Der Kanal entstand unter Einsatz einfachen Handwerkszeuges und war der erste schiffbare künstliche Kanal Australiens. Bis heute ist in New South Wales nur noch ein weiterer schiffbarer Kanal dazugekommen, der Alexandra Canal bei Sydney.

## Nutzung für die Wasserversorgung
Der Lake Yarrunga, der durch den Tullowa-Staudamm aufgestaut wurde, ist der einzige größere Stausee am Shoalhaven River und Teil des Shoalhaven-Systems. Er liegt am Unterlauf und dient der Trinkwasserversorgung des Großraums Sydney. Ein Teil des Wassers aus dem See wird quer über das Hochland in den Lake Burragorang gepumpt. Pläne für einen viel größeren Stausee bei Welcome Reef am Oberlauf des Flusses wurden wieder aufgegeben.

## Umwelt
Der Shoalhaven River und sein wichtigster Nebenfluss, der Kangaroo River, waren einst als gute Fischwässer für den Australischen Barsch bekannt. Leider stellt der Tullowa-Staudamm ein unüberwindliches Hindernis für Wanderfische, die ihre Jugendzeit im Meer oder einem Ästuar verbringen, wie den Australischen Barsch, dar. Der Damm verwehrt ihm den Zugang zu mehr als 80 % seines früheren Lebensraums im Flusssystem Shoalhaven River. Die Aussetzung gezüchteter Barsche im Lake Yarrunga im November 2008 waren ein Versuch, diese Situation zu verbessern. Im August 2009 wurde am Tullowa-Staudamm eine Fischtreppe installiert. Der Lake Yarrunga hatte auch unter der illegalen Einsetzung sehr schädlicher, exotischer Karpfen zu leiden, die es heute in sehr großer Zahl dort gibt.

## Flussüberquerungen
Folgende Straßen und Verkehrsmittel überqueren den Shoalhaven River (flussabwärts geordnet):
- Die Warri Bridge im Verlauf des Kings Highway überspannt den Fluss bei Braidwood. An dieser Stelle wurde erstmals am 23. September 1874 eine Brücke eröffnet[7] und später durch die heutige Brücke ersetzt.
- Steward's Crossing ist eine Furt im Verlauf der Steward's Crossing Road.
- Oallen Crossing ist eine einspurige Holzbrücke im Verlauf der Oallen Ford Road bei Nerriga, die 1936 gebaut wurde.
- Die Nowra Bridge überspannt den Fluss im Verlauf des Princes Highway zwischen Bomaderry und Nowra.
- Die Comorong Island Ferry bringt Passagiere und Autos auf Comerong Island in der Flussmündung.

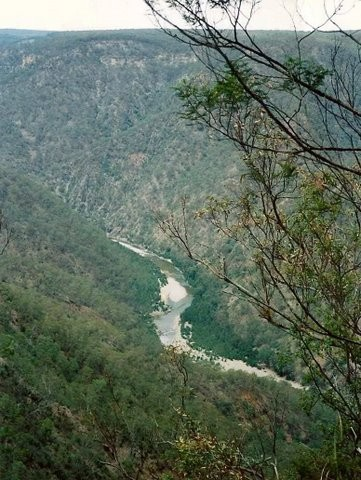
Schlucht des Shoalhaven River bei Bundanoon
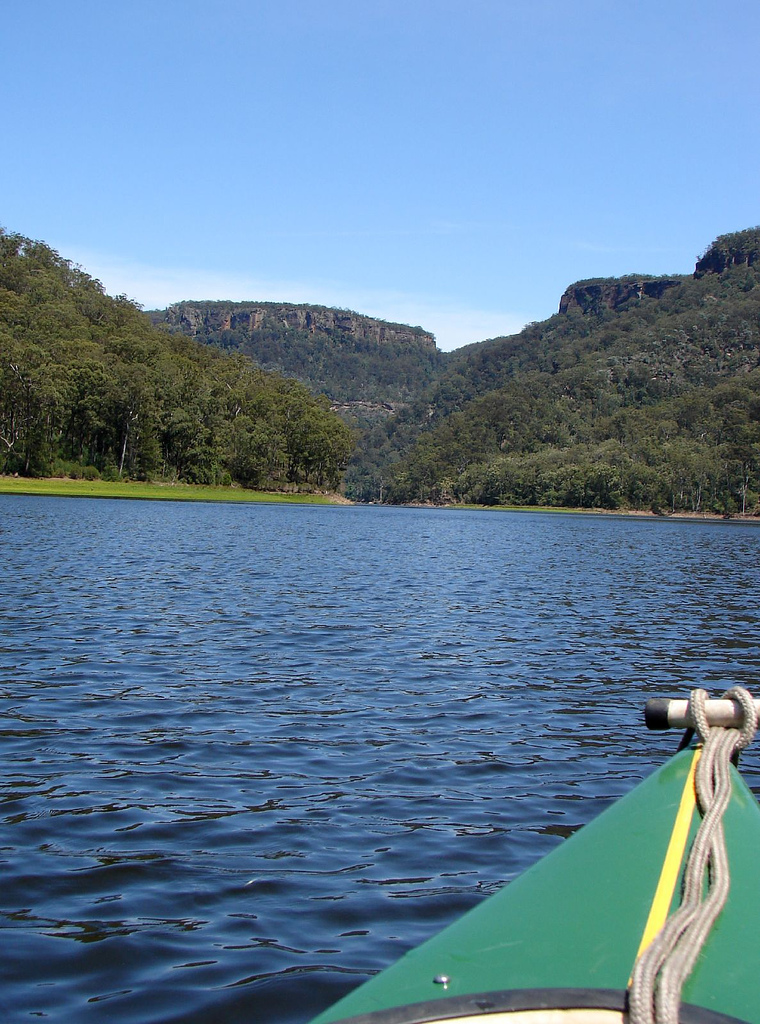
Shoalhaven River bei Nowra
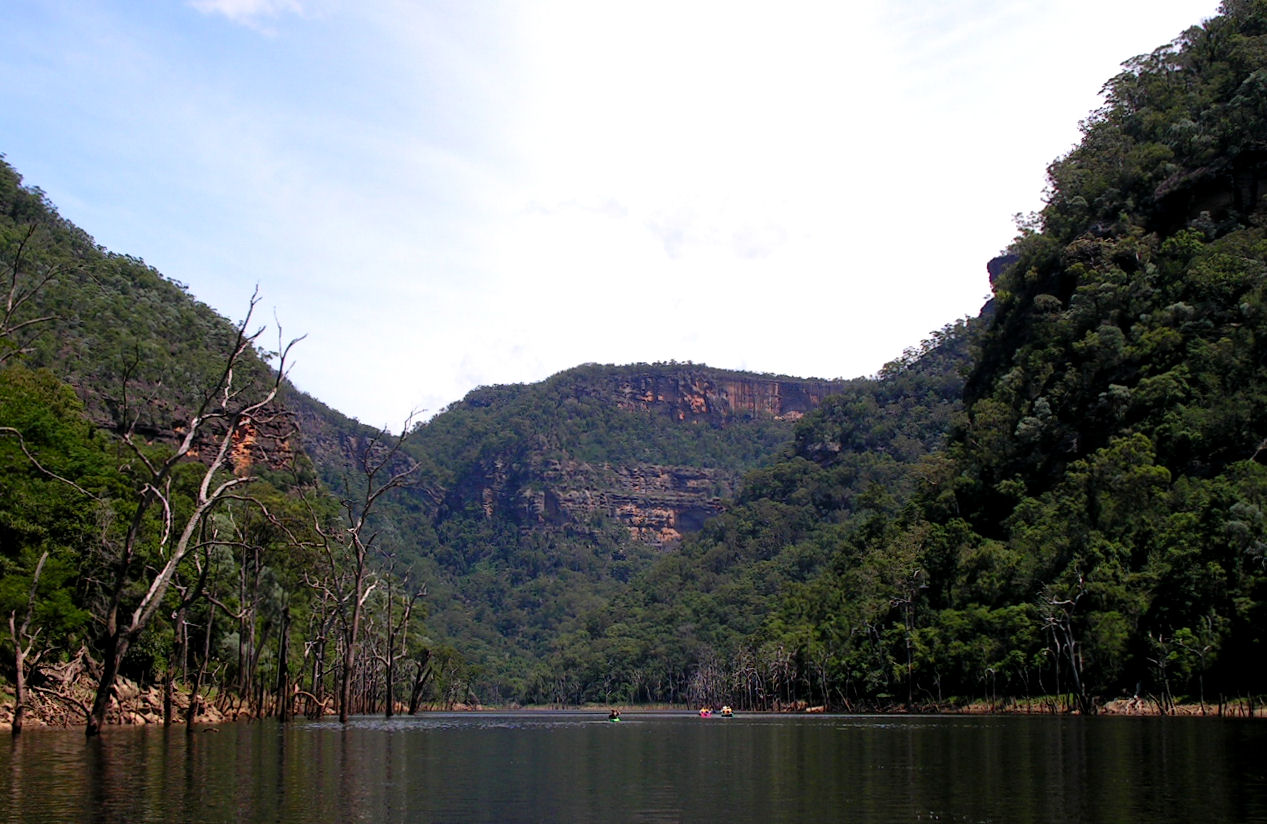
Shoalhaven River mit Paddelbooten